# Битка на Далматинским каналима
Битка за Далматинске канале била је тродневни сукоб између три тактичке групе бродова Југословенске морнарице и обалске артиљерије, а одред поморских командоса Хрватске морнарице борио се од 14. до 16. новембра 1991. године током Хрватског рата за независност. Дана 14. новембра, командоси су торпедовали патролни чамац класе Мирна ПЧ-176 Мукос близу острва Брач у Сплитском каналу Јадранског мора, што је изазвало југословенско поморско бомбардовање Брача и острва Шолта истог дана. Плутајући Мукос су спасили хрватски цивилни чамци и насукао се у заливу Нечујам.
Следећег дана, група бродова Југословенске морнарице, организованих у Тактичку групу (ТГ) Каштела, распоредила се у Сплитски канал и бомбардовала град Сплит као одмазду за губитак Мукоса. Заузврат, хрватска обалска артиљерија је ангажовала ТГ Каштела. Да би одвукла део артиљеријске ватре, Југословенска морнарица је распоредила другу групу бродова са острва Вис, организовану као ТГ Вис, јужно од Шолте, где ју је ангажовала још више хрватске артиљерије. ТГ Каштела се повукла на исток и спојила се са ТГ Плоче, коју су чинила три миноловца.
Дана 16. новембра, удружене југословенске снаге су прошле кроз Корчулански канал — мореуз који раздваја острва Хвар и Корчулу — како би стигле до базе Југословенске морнарице на Вису. Ратни бродови су потом били ангажовани од стране хрватске обалске артиљерије распоређене на Корчули и полуострву Пељешац, изгубивши притом два миноловца у артиљеријској ватри.
Битка је означила последње распоређивање Југословенске морнарице у једном од далматинских канала, слабљење поморске блокаде хрватске обале уведене у септембру и највећу операцију Хрватске морнарице у рату. Хрватска морнарица је касније одвукла насукани брод „Мукос“ до Шибеника, поправила га и увела у службу као ОБ-62 Шолта . Током битке, у Сплиту је погинуло 22 члана посаде Југословенске морнарице, два хрватска топџија и два цивилна морнара. Тридесет три југословенска официра оптужена су у вези са поморским бомбардовањем од стране хрватских власти.

## Позадина
Године 1990, након изборног пораза владе Социјалистичке Републике Хрватске, етничке тензије су се повећале. Југословенска народна армија ( ЈНА) је конфисковала оружје хрватских Територијалних снага одбране (ТО) како би смањила отпор. Дана 17. августа, тензије су ескалирале у отворену побуну хрватских Срба, усредсређену на претежно српско насељена подручја далматинског залеђа око Книна, и делове Лике, Кордуна, Бановине и источне Хрватске. Након тога су уследила два неуспешна покушаја Србије, уз подршку Црне Горе и српских покрајина Војводине и Косова, да добије одобрење Председништва Југославије за операцију ЈНА ради разоружавања хрватских снага безбедности у јануару 1991.
Након окршаја без крви између српских побуњеника и хрватске специјалне полиције у марту, ЈНА, уз подршку Србије и њених савезника, затражила је од савезног председништва да јој да ратна овлашћења и да прогласи ванредно стање. Захтев је одбијен 15. марта и ЈНА је дошла под контролу српског председника, Слободана Милошевића . Преферирајући кампању за проширење Србије уместо за очување Југославије, Милошевић је јавно запретио да ће заменити ЈНА српском војском и изјавио да више не признаје ауторитет савезног председништва. До краја марта, сукоб је ескалирао у Хрватски рат за независност. ЈНА је интервенисала; све више су подржавали хрватске српске побуњенике и спречавали хрватску полицију да интервенише. Почетком априла, вође побуне хрватских Срба изјавиле су намеру да интегришу подручје под својом контролом, познато као САО Крајина, са Србијом. Влада Хрватске је ову декларацију сматрала покушајем отцепљења.
У мају 1991. године, хрватска влада је одговорила формирањем Хрватске националне гарде ( Збор народне гарде – ЗНГ), али је њен развој био отежан ембаргом Уједињених нација (УН) на оружје и блокадом јадранске обале од стране Југословенске морнарице, које су обе уведене у септембру. Након битке код касарне, ЗНГ је стекла значајне залихе оружја и муниције, укључујући 34 брода Југословенске морнарице усидрена у Шибенику. Хрватске снаге су, користећи поморске мине распоређене у Каштеланском заливу, онемогућиле приступ бази Југословенске морнарице у Лори у Сплиту. Дана 8. октобра, Хрватска је прогласила независност од Југославије, а месец дана касније Хрватска национална гарда је преименована у Хрватску војску ( Хрватска војска – ХВ).  Крајем 1991. године одвијале су се најжешће борбе у рату; Југословенска кампања у Хрватској 1991. године кулминирала је опсадом Дубровника  и битком за Вуковар.
Током првих дана новембра, Југословенска морнарица је два пута зауставила конвој Либертас ради инспекције између острва Брач и Корчула док је спроводила блокаду. Конвој од 40 малих чамаца, предвођен трајектом Славија, био је на путу да снабдева Дубровник и преузима избеглице из опкољеног града. Дана 11. новембра, обалски брод Euroriver под малтешком заставом, са хрватском посадом, потопљен је артиљеријском ватром код острва Шолта.

## Борбени ред
Упркос заробљавању бродова Југословенске ратне морнарице у септембру, хрватска обалска одбрана ослањала се на заробљену обалску артиљерију на копну и оближњим острвима. У средњој Далмацији, то је укључивало три батерије на копну између Шибеника и Сплита, 90 mm (3,5 in) топови на острву Жирје, 100 mm (3,9 in) батерија код Зечева и 88 mm (3,5 in) топови на острву Смоквица код Примоштена. Четири обалске артиљеријске батерије на острвима код Сплита — Маринча Рат калибра 88 милиметара на острву Шолта, 85 mm (3,3 in) Ражањска батерија на острву Брач, и батерија Ражњић од 88 милиметара и батерија Привала од 85 милиметара на острву Корчула — су заробљене. Неки од топова заробљених на Жирју и Шолти су уклоњени и коришћени за постављање додатних обалских артиљеријских батерија на Кашјунима и Дуилову у Сплиту. Додатне батерије су постављене у Ловишту на врху полуострва Пељешац, и у Блацама и Црној Луци на Корчули на обали северно од Смоквице и Веле Луке. Батерија распоређена у Црној Луци садржала је 76 mm (3,0 in) топови М1942 (ЗиС-3) . Одред морнаричких командоса из Хрватске морнарице распоређен је на западни Брач. Обалска артиљерија била је потчињена Хрватској морнарици, а њоме је командовао адмирал Свето Летица.
Југословенска морнарица распоредила је три тактичке групе (ТГ) под називом Каштела, Вис и Плоче код обале средње Далмације из својих база на острвима Вис и Ластово. ТГ Каштела је била распоређена у мору код Сплита и северно од острва Шолта и Брач. Састојала се од фрегате класе Кони ВПБР-31 Сплит, брзих јуришних чамаца класе Кончар РТОП-401 Раде Кончар и РТОП-403 Рамиз Садику, ракетног чамца класе Оса РЧ-306 Никола Мартиновић, торпедних чамаца класе Шершен ТЧ-220 Црвена звезда и ТЧ-224 Пионир II и два патролна чамца класе Мирна, укључујући ПЧ-176 Мукос. ТГ Каштела је можда укључивала и додатни ракетни чамац класе Оса. Тактичка група Плоче, распоређена на мору између копна и Брача, источно од тактичке групе Каштела, састојала се од три миноловца: МЛ-143 Иж, МЛ-144 Олиб и МЛ-153 Блитвеница. Тактичка група Вис била је распоређена код западног врха острва Хвар. Састојала се од фрегате класе Котор ВПБР-34 Пула којом је командовао капетан Илија Брчић, једног брзог јуришног чамца класе Кончар, два ракетна чамца Оса и два патролна чамца класе Мирна. Флота Југословенске ратне морнарице била је под командом контраадмирала Николе Ерцеговића.

## Ток борбе

### 14. новембра
14. новембра у 5:34 поподне, хрватски поморски командоси напали су Мукос код Брача користећи торпедо испаљено са острва. Њена посада је пријавила експлозију на прамцу брода и затражила помоћ од тактичке бродске јединице Каштела јер је почео да тоне. Тактичка бродска јединица Каштела је послала Пионир II, који је убрзо након тога стигао до Мукоса и пребацио посаду оштећеног брода до 6:10. Брод „Мукос“ је остављен да плута ка Шолти са потпуно потопљеним прамцем, у коме су се налазила тела три мртва члана посаде. Готово целе ноћи, тактичка јединица „Каштела“ је усмеравала ватру на подручја Милне и Стоморске на Шолти како би привукла ватру хрватске обалске артиљерије. Међутим, обалска артиљерија распоређена у циљаним подручјима није узвратила ватру. Додатни југословенски бродови су испловили са Виса, али су се вратили у своју базу пре јутра, а да нису прошли кроз Сплитски улаз — мореуз између острва Брач и Шолта. До тада се и поморска ватра стишала. Тактичка јединица „Плоче“ је остала у свом додељеном подручју патролирања.

### 15. новембра
15. новембра у 6:42 ујутру, тактичка група Каштела започела је поморско бомбардовање циљева у Сплиту и на острвима Брач и Шолта. Наређење је издато на броду ВПБР-31 Сплит, а команда Поморског војног сектора ЈНА и базе ЈНА у Сплиту су обавештене о нападу. ЈНА са седиштем у Сплиту није се придружила бомбардовању. Летица је обавестио команданта Поморског војног сектора ЈНА, генерал-мајора Николу Младенића о нападу, али је Младенић рекао да не може да контролише ситуацију јер је његовом штабу ускраћено снабдевање електричном енергијом. Обавештена је и Мисија посматрача Европске заједнице (ECMM); обећали су да ће уложити напоре да зауставе бомбардовање. Убрзо након тога, Летица је наредио обалској артиљерији да отвори ватру на тактичку групу Каштела. Поред неколико промашаја за мало, ватра обалске артиљерије постигла је директан погодак на ВПБР-31 Сплит, што је приписано батерији Маринча Рат на Шолти. Хрватски извори кажу да је Младенић наредио бомбардовање као одмазду за губитак Мукоса.
Као одговор на тежак положај бродова Југословенске ратне морнарице северно од Шолте и Брача, тактичка група Вис, предвођена Пулом, отпловила је северно од острва Вис како би одвукла део артиљеријске ватре од тактичке групе Каштела. Како су се бродови приближавали улазу у Сплит, успоставили су радарски контакт пловивши од Сплита ка отвореном мору великом брзином. Пула, покушавајући да спроведе блокаду уведену у септембру, затражила је путем радија од брода да се заустави ради инспекције. Брод није одговорио, а Пула је испалила неколико хитаца испред њега пре него што је Брчић приметио да се ради о хидроглисеру који превози тим Европске контингентне мисије и вијори заставу Европе. Одустао је од потере и наставио ка Шолти.
ТГ „Вис“ је наишла на ватру обалске артиљерије када је стигла на 7 to 8 nautical miles (13 to 15 kilometres; 8,1 to 9,2 miles) од Шолте. Као одговор на долазећу ватру, „Пула“ је испалила своје топове 76 mm (3,0 in) топ постављен на лук против циљева на Брачу и Шолти. Хрватски извори су рекли да је приближно 800 метака испаљено насумично, погађајући цивилне циљеве, док је Брчић рекао да је ТГ под његовом командом деловала само против артиљерије која се налази ван стамбених подручја. Пула је такође испалила четири плотуна дубинских мина користећи свој ракетни бацач РБУ-6000 док је земљиште било ван њеног домета како би привукла већу пажњу артиљеријских стрелаца.
Тактичка група Каштела је почела повлачење на исток око 8:00 часова. пре подне, плашећи се да би најкраћи расположиви пут до Виса могао бити миниран у подручју Сплитског улаза. Стигао је до источног врха Брача до 8:30. пре подне у 9:28 ујутру, три авиона Ј-21 Јастреб југословенског ратноморства летела су ниско изнад Брача и Шолте; неколико минута касније, два су наводно оборена противваздушном артиљеријом. Шест југословенских млазњака је напало циљеве на Брачу и Шолти. Након поморске акције тог јутра, хрватски цивилни чамци са Шолте одвукли су делимично потопљени Мукос до залива Нечујам и тамо га насукали. Поподне, тактичка група Каштела и тактичка група Плоче су се спојиле источно од острва Хвар.

### 16. новембра
16. новембра у 11:00 ујутру, тактичке групе Каштела и Плоче почеле су да се окупљају на источном крају Корчуланског канала, који раздваја острва Хвар и Корчулу, северно од рта Ловиште на најзападнијем врху полуострва Пељешац. Релативно спори миноловци Иж и Олиб, који су припадали тактичкој групи Плоче, погођени су у прамац, односно у машински простор, минолом калибром 76 mm (3,0 in) топови код Ловишта. Да би помогли миноловцима, Сплит се окренуо да би ударио у артиљерију код рта Ловиште док су миноловци пловили на север, ближе обали Хвара, у све гушћој магли. Хрватски топови код Ловишта су такође погодили ракетни чамац RČ-306 и торпедни чамац TČ-224.
У 3:30 поподне, тактичка јединица Каштела се још једном окренула да нападне рт Ловиште, али је била ангажована од стране оближње обалске артиљерије која се налазила на Корчули. Блитвеница је оштећена у пуцњави и целокупна поморска снага се померила северозападно према острву Шћедро. Иж је претрпео тешку штету и насукао се у заливу Торац код Хвара, након чега је напуштен. Олиб је потонуо између Пељешца и Хвара. Њену посаду су спасили преостали бродови у групи. У 7:00 поподне, флота је отпловила јужно од Шћедра према западном делу Корчуле, тражећи склониште док је ветар југо појачавао. Како су се бродови приближавали Корчули, на њих је пуцала обалска артиљерија код Црне Луке и рта Привала, приморавајући их да окрену ка западу према Вису. Тактичка група Вис није ступила у ангажман на хрватске положаје 16. новембра. Обалски топови код Привале пријавили су седам погодака на Сплит.

## Последице
Југословенска морнарица је поражена и њени бродови више нису пловили северно од Сплитског улаза. Битка је била највеће сукобљавање Хрватске морнарице током рата. Два хрватска противваздушна стрелца су погинула у акцији на острву Брач. Према Младенићу, Југословенска морнарица је изгубила 22 морнара — укључујући три на броду Мукос — два миноловца и патролни чамац. Југословенско ратно ваздухопловство је изгубило два авиона, али су пилоти спашени хеликоптером који је полетео са Виса и покупио их из мора. Рониоци Хрватске морнарице су касније подигли Мукос, а тегљач у власништву Бродоспаса га је одвукао до Шибеника. Поправљен је и предат Хрватској морнарици као ОБ-62 Шолта. Два цивила су погинула, а девет је рањено у поморском бомбардовању Сплита. У бомбардовању су оштећени Археолошки музеј, зграда општине Сплит, Арена Грипе, Завод за јавну хигијену, Техничка школа и трајекти Бартол Кашић и Владимир Назор, који су били усидрени у луци Сплит. Два цивилна жртве су чланови посаде брода Владимир Назор.
Хрватске власти су оптужиле 33 официра ЈНА — укључујући Брчића, који је суђен у одсуству и осуђен на 15 година затвора — за бомбардовање Сплита, Шолте и Брача. Брчић, који је касније постао високи официр црногорске морнарице, ухапшен је у Напуљу крајем 2007. године када је путовао на НАТО функцију. Није изручен Хрватској. Већина осталих оптужених официра је такође суђена у одсуству. Ажурирано: 2013. , петнаест официра — укључујући Брчића — осуђено је, један је ослобођен, а Врховни суд Хрватске је наложио поновно суђење у седамнаест случајева због неправилности током претходних суђења.